# Groenlo
Groenlo (ou Grolle, Grol em baixo saxão) é uma cidade dos Países Baixos na província de Guéldria, situada na região Achterhoek. Groenlo tem 10 062 habitantes (2007) e encontra-se na zona oriental da Guéldria, perto da fronteira Alemanha-Países Baixos.

## História
Em 1277, Groenlo ganhou direitos cidadãos do Conde Reinaldo I de Zutphen. Groenlo transformou-se uma baluarte após alguns séculos. A cidade submeteu-se a cercos múltiplos durante sua história, na maior parte durante a Guerra dos Oitenta Anos.

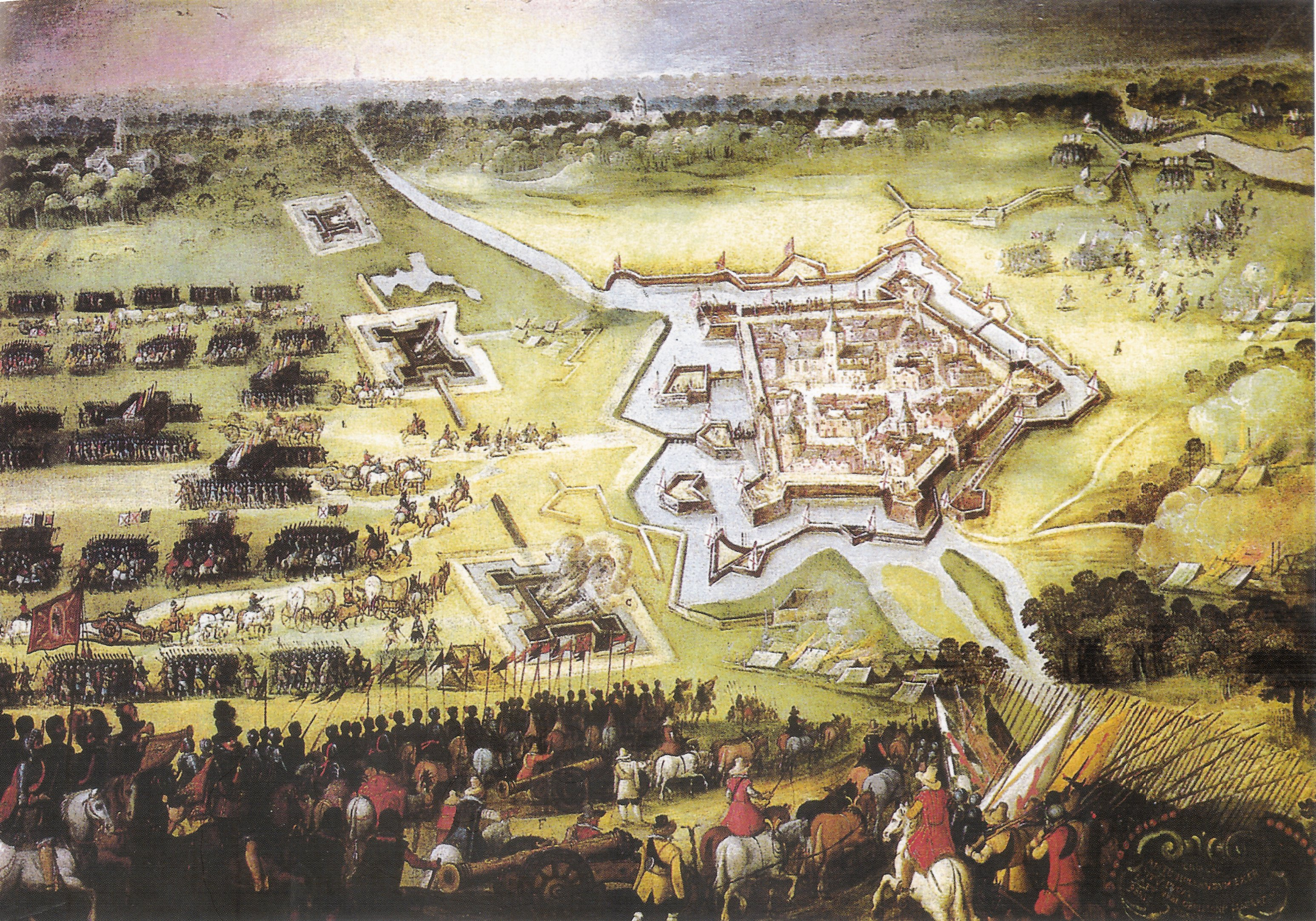
Assédio de Groenlo em 1606 por Ambrósio Spinola.

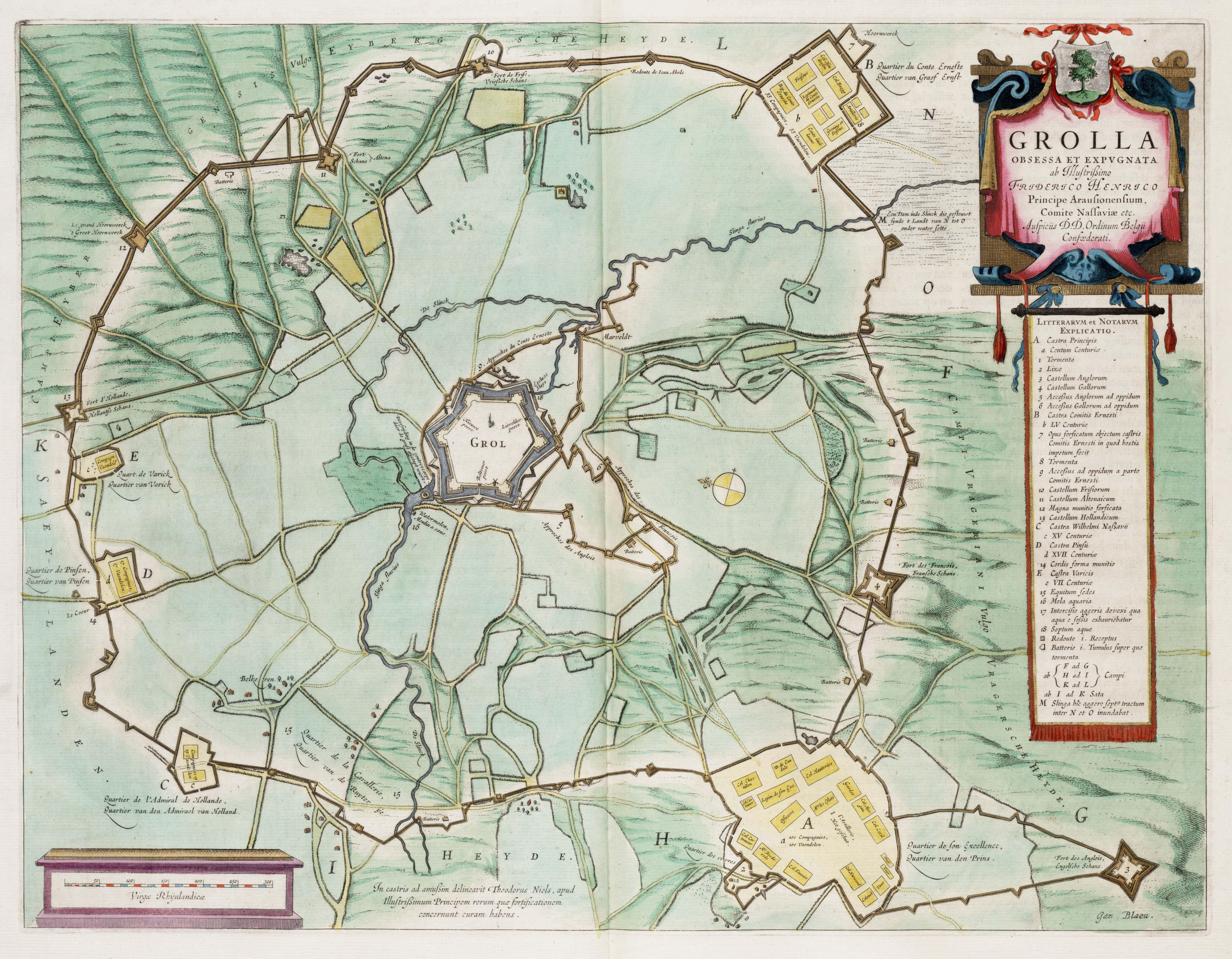
Cerco de Groenlo em 1627 por Frederico-Henrique.